# Ephippiochthonius fadriquei
Espèce
Ephippiochthonius fadriquei est une espèce de pseudoscorpions de la famille des Chthoniidae.

## Distribution
Cette espèce est endémique de Catalogne en Espagne. Elle se rencontre dans les grottes Cova de les Meravelles, Cova Aumicliella Gran et Cova Dos à Benifallet.

## Description
Le mâle holotype mesure 1,54 mm et la femelle paratype 2,10 mm.

## Étymologie
Cette espèce est nommée en l'honneur de Floren Fadrique.

## Publication originale
- Zaragoza, 2017 : Revision of the Ephippiochthonius complex in the Iberian Peninsula, Balearic Islands and Macaronesia, with proposed changes to the status of the Chthonius subgenera (Pseudoscorpiones, Chthoniidae). Zootaxa, no 4246(1), p. 1–221.